# Václav Ouzký
Václav Ouzký byl český a československý politik KSČ, v 50. letech 20. století československý ministr přesného strojírenství, později ministr bez portfeje.

## Biografie
Před nástupem do ministerské funkce se profesně uvádí jako jeden z náměstků ministra strojírenství. Pak byl tento dosavadní jednotný rezort rozdělen a jedním z nových ministerstev se stalo ministerstvo přesného strojírenství. V říjnu 1955 se Ouzký stal ministrem přesného strojírenství v československé druhé vládě Viliama Širokého. Na postu setrval do října 1958. Pak v téže vládě od října 1958 do února 1959 zasedal coby ministr bez portfeje a od února 1959 do července 1960 byl ministrem - předsedou Státního výboru pro rozvoj techniky. Některé zdroje uvádějí, že na tomto postu setrval v následující vládě v letech 1960-1963, nyní již jen jako předseda komise, bez ministerského titulu.